# كانار
كانار (بالفرنسية: Marius Canard)‏ (1888 - 1982 م) هو مستشرق فرنسي، اهتم خصوصاً بالعلاقات بين بيزنطة ودول الإسلام.
كان كانار يتقن العربية والروسية وقد ترجم من العربية والروسية إلى الفرنسية مراراً. من آثاره: «تاريخ دولة الحمدانيين في الجزيرة وسوريا» ، سنة 1951 م و «بيزنطة والعرب» Byzance et les Arabes، سنة 1950 م.